# Съюз на социалистическата младеж
Съюзът на социалистическата младеж е българска лява младежка организация, свързана с БРСДП (ш.с.).
Създадена е през 1921. Води идеологическа борба срещу СРСДМ, по-късно - срещу БКМС и РМС. През 1931 започва да нараства влиянието на левицата в съюза, начело с Асен Златаров, която се обявява за сътрудничество с РМС. През 1934 левицата взема властта в организацията. След Деветнайсетомайския преврат е забранена.
Възстановява дейността си след 9 септември 1944. Присъединява се към опозицията срещу ОФ. През 1945 преживява разцепление, като лявото крило се обединява с РМС в Съюз на народната младеж. Дясното крило, което запазва името ССМ, е закрито от властта през 1947.